# 田溯宁
田溯宁（Edward Shuning Tian，1963年7月6日—），男，中华人民共和国企业家。

## 生平
田溯宁在辽宁大学生物系毕业后，进入中国科学院成為研究生，之后赴美求学，毕业于德州理工大学，获得生物学博士学位。他创建亚信公司，之后创建中国网通，目前在中国宽带产业基金任董事长，也是華億傳媒有限公司非執行董事。
因为其生物学博士背景，田溯宁倡导数字生态系统。

## 亚信
亚信公司于1998年在美国NASDAQ上市。田溯宁在該公司的合作伙伴有丁健。

## 中国网通
田溯宁是中国网通控股公司的创始人和首席执行官，并任重组后的中国网络通信集团公司副总经理、党组成员；公司上市后并任上市公司总裁(CEO)，后兼任副董事长。

## 中国宽带产业基金
田溯宁领导的中国宽带产业基金（CBC）风险资金帮助了电信行业、互联网行业和新媒体的数十个创新企业迅速步入成功商业运营。

## 家庭
田溯宁父母都是中国科学院的研究人员，早年在苏联列宁格勒学习。母親劉恕1960年畢業於列寧格勒基洛夫森林工程學院林業系，是中國沙漠化防治專家。田溯宁小时候曾在兰州生活，因为父母在兰州附近为中科院工作，负责沙漠方面的研究。田溯宁的姥姥是沈阳一个中学的校长。